# Margherita di Borgogna (regina di Francia)
Margherita di Borgogna, in francese Marguerite de Bourgogne (1290 – Château-Gaillard, aprile 1315), è stata regina di Francia e di Navarra dal 29 novembre 1314 all'aprile 1315.

## Origine
Secondo la Histoire des ducs de Bourgogne de la race capétienne, vol. VI Margherita era la figlia femmina terzogenita del duca di Borgogna e re titolare di Tessalonica, Roberto II e della moglie Agnese di Francia (1260-1325), che, come ci viene confermato dalla Chronique anonyme des rois de France, era la figlia minore (ultimogenita) del re di Francia san Luigi IX (1215 – 1270) e di Margherita di Provenza (1221 – 1295), che, come riportato dal Vincentii Bellovacensis Memoriale Omnium Temporum era la figlia primogenita del conte di Provenza e conte di Forcalquier Raimondo Berengario IV (1198 – 1245) e della moglie (come risulta dalla cronaca del monaco benedettino inglese, cronista della storia inglese Matteo Paris (1200 – 1259), quando descrive il matrimonio della figlia Eleonora con il re d'Inghilterra Enrico III), Beatrice di Savoia (1206 – 1266).
Roberto II di Borgogna, come ci viene confermato nel testamento del padre del 1272, era il figlio quintogenito e anche ultimogenito del duca di Borgogna e in seguito re titolare di Tessalonica Ugo IV di Borgogna e della prima moglie, Iolanda di Dreux, che, come ci viene confermato dalla Chronica Albrici Monachi Trium Fontium, era figlia del conte di Dreux e di Braine, Roberto III e della moglie (come ci viene confermato dal documento n° LXXIX del Cartulaire du comté de Ponthieu), Eleonora, signora di Saint-Valéry, come appendiamo dalla Histoire généalogique des ducs de Bourgogne de la maison de France.

## Biografia
Suo padre, Roberto II fu incaricato di importanti missioni dai re di Francia, Filippo III l'Ardito e Filippo il Bello. Da quest'ultimo fu nominato gran ciambellano di Francia.
Nel 1297 Filippo il Bello lo scelse per una delicata missione a Roma, per cui Roberto fece testamento, nominando suo successore il figlio, Ugo e affidando la reggenza alla moglie, Agnese di Francia, sinché Ugo non avesse raggiunto la maggior età, citando inoltre Margherita, quale figlia secondogenita, tra i figli ancora in vita.
Il 23 settembre 1305, secondo la Histoire des ducs de Bourgogne de la race capétienne, vol. VI, Margherita sposò l'erede al trono di Francia Luigi, detto l'Attaccabrighe, figlio della regina regnante di Navarra, contessa di Champagne e Brie Giovanna e del re di Francia Filippo IV il Bello, come ci conferma la Histoire généalogique des ducs de Bourgogne de la maison de France; Filippo IV il Bello era figlio del defunto re di Francia, Filippo III l'Ardito, fratello di Agnese di Francia, madre di Margherita: per questo motivo, come ci ricorda la Continuatio Chronici Guillelmi de Nangiaco fu necessaria la dispensa del papa Clemente V, quando riporta il matrimonio di Margherita e Luigi. Questo matrimonio ancora secondo la Histoire généalogique des ducs de Bourgogne de la maison de France, era stato concordato dai genitori degli sposi nel 1295, nell'abbazia diLongchamp.
Dopo che, in quello stesso anno, si era ammalato, suo padre, Roberto II morì il 21 marzo 1306 lasciando erede il figlio Ugo, sotto la tutela della madre, Agnese di Francia.
All'inizio del 1314, a seguito dello scandalo della torre di Nesle, il re Filippo il Bello fece arrestare le tre nuore: Margherita, Giovanna II di Borgogna (1294-1330, futura contessa di Borgogna e futura regina di Francia, in quanto moglie del secondogenito Filippo il Lungo) e la sorella di Giovanna, Bianca di Borgogna (1296-1326, futura regina di Francia, in quanto moglie del terzogenito Carlo Martello il Bello), con l'accusa di adulterio. Il fatto viene riportato dalla Continuatio Chronici Guillelmi de Nangiaco.
Margherita era sospettata di avere commesso l'adulterio con il cavaliere normanno Philippe d'Aunay, mentre il fratello, Gauthier, aveva commesso adultero con Bianca, e per questo, erano state ripudiate; Philippe d'Aunay e il fratello, Gauthier, dopo avere confessato che la tresca durava da circa tre anni, furono condannati a morte per lesa maestà e furono giustiziati in modo atroce: nella città di Pontoise, il 19 aprile 1314, furono evirati, torturati, scorticati vivi, e quindi decapitati. Dopo che erano morti i loro corpi furono trainati da un cavallo per le strade della città e infine furono appesi per le ascelle. Il loro sesso, strumento del crimine, fu dato in pasto ai cani.

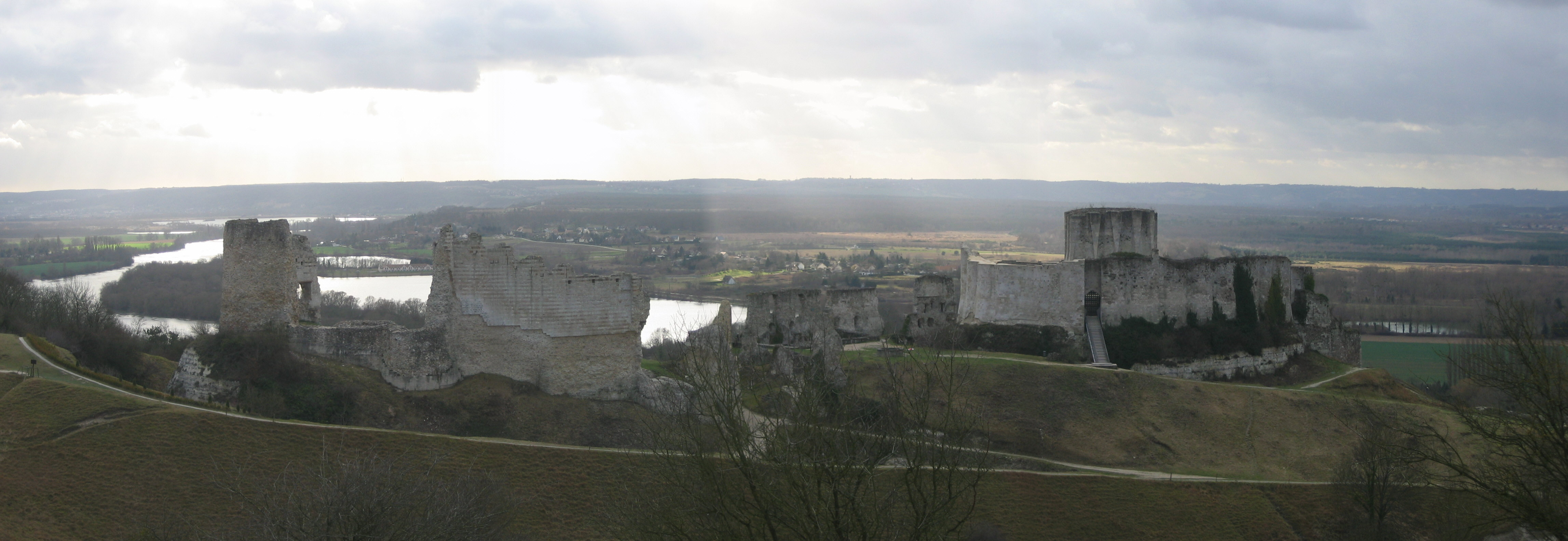
Vista panoramica della fortezza, oggi in rovina, del castello di Gaillard, Eure

Dopo che il suo amante, Philippe, sotto tortura, ebbe confessato anche Margherita ammise l'adulterio e, dalla corte giudicante, che la riteneva colpevole di flagrante adulterio, fu condannata ad essere rinchiusa in fortezza; le furono tagliati i capelli e venne rinchiusa nella fortezza di Château-Gaillard, Eure.
La cognata, Bianca, ritenuta colpevole di adulterio, fu anche lei tenuta segregata nella fortezza di Château-Gaillard, sino a che il marito salì al trono di Francia (febbraio 1322, quindi divenne regina).
La cognata Giovanna fu assolta dall'accusa di adulterio, ma fu tenuta in carcere, nel castello di Dourdan per un periodo di circa due anni, per complicità con la sorella e la cognata, ritenute invece colpevoli.
Dato che l'adulterio di Margherita era iniziato fin dal 1311, come era stato evidenziato dal processo e ammesso dalla stessa Margherita, anche la legittimità della figlia, Giovanna, fu messa in discussione.
Con la morte di Filippo il Bello (29 novembre 1314) Margherita divenne regina, ma continuò a essere tenuta in segregazione, finché, il 15 agosto 1315, fu trovata morta (strangolata o forse soffocata dai suoi capelli): ancora la Continuatio Chronici Guillelmi de Nangiaco riporta la morte di Margherita nel corso del 1315 e che fu sepolta nella chiesa dei Cappuccini di Vernon; anche la E floribus chronicorum auctore Bernardo Guidonis riporta la morte di Margherita, in carcere, nel mese di aprile di quell'anno.

## Figli
Margherita e Luigi X ebbero una figlia:
- Giovanna[19] (1311-1349), regina di Navarra, che fu defraudata di una parte dei suoi diritti, il regno di Francia, da Filippo di Valois[22], con l'avallo di una commissione di prelati, cittadini autorevoli, feudatari e dottori dell'università, che, nel mese di febbraio del 1317, enunciarono il principio che una donna non può accedere al trono di Francia[23].

## Margherita nella letteratura
Secondo la storico Patrick van Kerrebrouck, nel suo Les Capétiens, 987-1328, P. van Kerrebrouck, 2000, François Villon, nella Ballade des dames du temps jadis, si riferì anche a Margherita e a sua cognata Bianca.

## Ascendenza
|                        |                       |                                    | Genitori                  |  |  | Nonni |  |  | Bisnonni               |  |  | Trisnonni           |  |
|                        |                       |                                    |                           |  |  |       |  |  | Oddone III di Borgogna |  |  | Ugo III di Borgogna |  |
|                        |                       |                                    |                           |  |  |       |  |  | Oddone III di Borgogna |  |  | Ugo III di Borgogna |  |
|                        |                       | Alice di Lorena                    |                           |  |  |       |  |  | Oddone III di Borgogna |  |  |                     |  |
| Ugo IV di Borgogna     |                       |                                    |                           |  |  |       |  |  | Oddone III di Borgogna |  |  |                     |  |
|                        |                       | Alice di Vergy                     | Ugo di Vergy              |  |  |       |  |  |                        |  |  |                     |  |
|                        |                       | Alice di Vergy                     | Ugo di Vergy              |  |  |       |  |  |                        |  |  |                     |  |
|                        |                       | Alice di Vergy                     | Gillette di Trainel       |  |  |       |  |  |                        |  |  |                     |  |
| Roberto II di Borgogna |                       | Alice di Vergy                     |                           |  |  |       |  |  |                        |  |  |                     |  |
|                        |                       | Roberto III di Dreux               | Roberto II di Dreux       |  |  |       |  |  |                        |  |  |                     |  |
|                        |                       | Roberto III di Dreux               | Roberto II di Dreux       |  |  |       |  |  |                        |  |  |                     |  |
|                        |                       | Roberto III di Dreux               | Iolanda di Coucy          |  |  |       |  |  |                        |  |  |                     |  |
| Yolanda di Dreux       |                       | Roberto III di Dreux               |                           |  |  |       |  |  |                        |  |  |                     |  |
|                        |                       | Aénor di Saint-Valéry              | Tommaso di Saint-Valéry   |  |  |       |  |  |                        |  |  |                     |  |
|                        |                       | Aénor di Saint-Valéry              | Tommaso di Saint-Valéry   |  |  |       |  |  |                        |  |  |                     |  |
|                        |                       | Aénor di Saint-Valéry              | Adele di Ponthieu         |  |  |       |  |  |                        |  |  |                     |  |
| Margherita di Borgogna |                       | Aénor di Saint-Valéry              |                           |  |  |       |  |  |                        |  |  |                     |  |
|                        | Luigi VIII di Francia | Filippo II di Francia              |                           |  |  |       |  |  |                        |  |  |                     |  |
|                        | Luigi VIII di Francia | Filippo II di Francia              |                           |  |  |       |  |  |                        |  |  |                     |  |
|                        | Luigi VIII di Francia | Isabella di Hainaut                |                           |  |  |       |  |  |                        |  |  |                     |  |
| Luigi IX di Francia    | Luigi VIII di Francia |                                    |                           |  |  |       |  |  |                        |  |  |                     |  |
|                        |                       | Bianca di Castiglia                | Alfonso VIII di Castiglia |  |  |       |  |  |                        |  |  |                     |  |
|                        |                       | Bianca di Castiglia                | Alfonso VIII di Castiglia |  |  |       |  |  |                        |  |  |                     |  |
|                        |                       | Bianca di Castiglia                | Eleonora d'Inghilterra    |  |  |       |  |  |                        |  |  |                     |  |
| Agnese di Francia      |                       | Bianca di Castiglia                |                           |  |  |       |  |  |                        |  |  |                     |  |
|                        |                       | Raimondo Berengario IV di Provenza | Alfonso II di Provenza    |  |  |       |  |  |                        |  |  |                     |  |
|                        |                       | Raimondo Berengario IV di Provenza | Alfonso II di Provenza    |  |  |       |  |  |                        |  |  |                     |  |
|                        |                       | Raimondo Berengario IV di Provenza | Garsenda di Provenza      |  |  |       |  |  |                        |  |  |                     |  |
| Margherita di Provenza |                       | Raimondo Berengario IV di Provenza |                           |  |  |       |  |  |                        |  |  |                     |  |
|                        |                       | Beatrice di Savoia                 | Tommaso I di Savoia       |  |  |       |  |  |                        |  |  |                     |  |
|                        |                       | Beatrice di Savoia                 | Tommaso I di Savoia       |  |  |       |  |  |                        |  |  |                     |  |
|                        |                       | Beatrice di Savoia                 | Margherita di Ginevra     |  |  |       |  |  |                        |  |  |                     |  |
|                        |                       | Beatrice di Savoia                 |                           |  |  |       |  |  |                        |  |  |                     |  |

### Fonti primarie
- (LA)  Monumenta Germaniae Historica, Scriptores, tomus XXIII.
- (LA)  Monumenta Germaniae Historica, Scriptores, Tomus XXIV.
- (LA)  Matthæi Parisiensis, Monachi Sancti Albani, Chronica Majorar, vol. IV.
- (LA)  Recueil des historiens des Gaules et de la France. Tome 20.
- (LA, FR)  Recueil des historiens des Gaules et de la France. Tome 21.
- (LA)  Cartulaire du comté de Ponthieu.
- (LA)  Chartes du diocèse de Maurienne: Documents recueillis

### Letteratura storiografica
- Hilda Johnstone, "Francia: gli ultimi Capetingi", cap. XV, vol. VI (Declino dell'impero e del papato e sviluppo degli stati nazionali) della Storia del Mondo Medievale, 1999, pp..
- (FR)  Histoire des ducs de Bourgogne de la race capétienne, tome VI.
- (FR)  Histoire généalogique des ducs de Bourgogne de la maison de France.